# Yellow Submarine (Lied)
Yellow Submarine (englisch für „Gelbes Unterseeboot“) ist ein auf dem Album Revolver im Jahr 1966 veröffentlichtes Lied der Band The Beatles. Im selben Jahr erschien es zuvor auf der Single mit doppelter A-Seite Eleanor Rigby/Yellow Submarine. 1968 wurde es Namensgeber und Titellied des Zeichentrickfilms Yellow Submarine und erschien auf dem dazugehörigen gleichnamigen Soundtrack. Das Lied steht unter dem zu Beatles-Zeiten üblichen Copyright Lennon/McCartney.

## Entstehung

Notenbeispiel: Refrain von Yellow Submarine

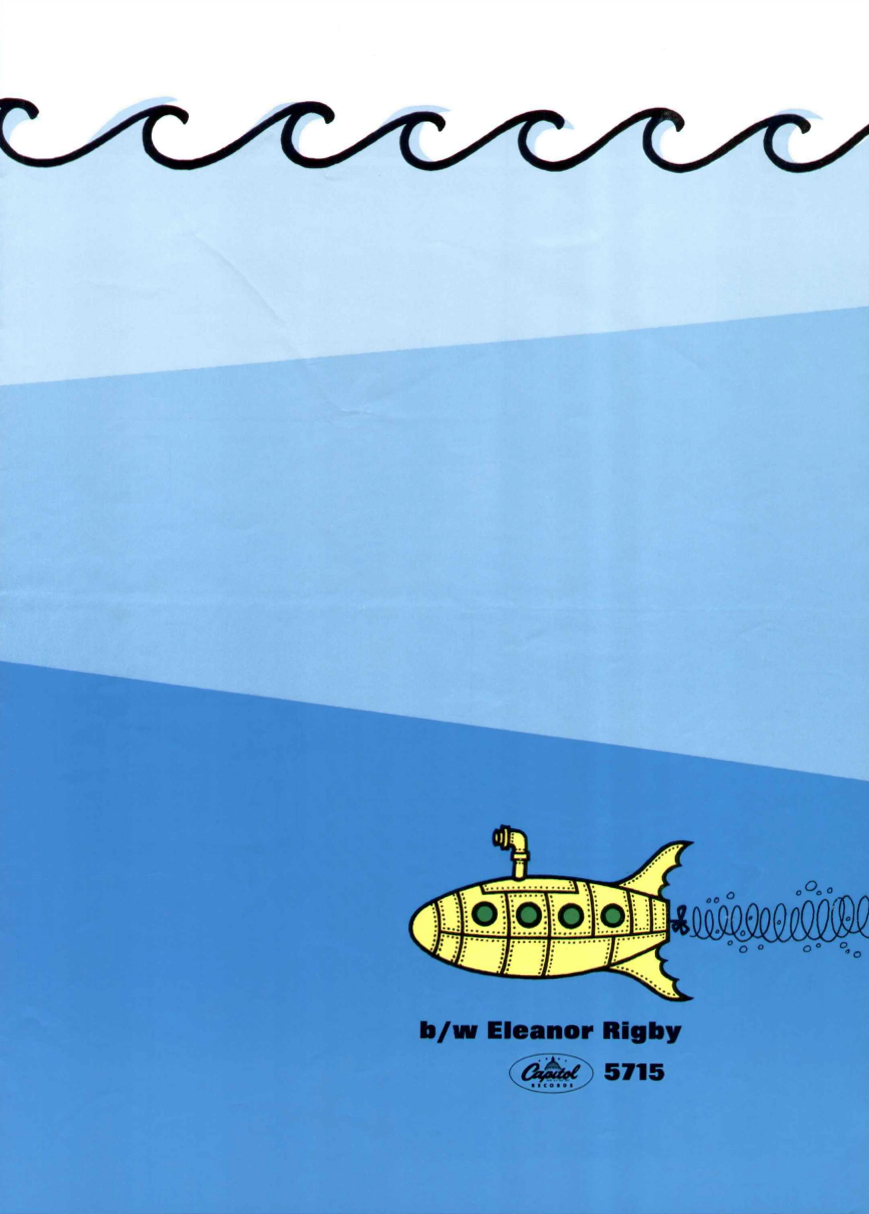
US-amerikanisches Werbebild für die Single Yellow Submarine

Yellow Submarine ist eine Kombination zweier unvollständiger Lieder von Paul McCartney und John Lennon. McCartney hatte die Idee zu dem eingängigen Refrain „We all live in a Yellow Submarine“, während Lennon an einem eher introvertierten Song arbeitete, der noch keinen Refrain hatte. Sein Song im Dreivierteltakt begann mit der Zeile „In the place where I was born, noone cared, noone cared …“ und verfügte bereits über die spätere Melodie der späteren Strophen von Yellow Submarine. Letztlich wurden beide Melodien kombiniert, und insbesondere McCartney schrieb das Lied im Haus der Eltern seiner Freundin Jane Asher, in dem er zu diesem Zeitpunkt lebte, zu einem Kinderlied um. McCartney, der in der Hafenstadt Liverpool geboren und aufgewachsen ist, schrieb den Text aus der Sicht eines Seemanns, der Kindern sein Leben beschreibt (“In the town where I was born, lived a man who sailed to sea […]”). John Lennon, ebenfalls ein gebürtiger Liverpooler, half an einigen Stellen beim Text aus, und auch Donovan steuerte eine Zeile bei. McCartney verwahrte sich später gegen jede tiefergehende Auslegung des Liedes und beharrte darauf, dass es lediglich ein bedeutungsloses Kinderlied sei. Der Subtext von Yellow Submarine sei laut McCartney, dass die Beatles sich damals in ihrer eigenen Kapsel bzw. in ihrem eigenen „Mikroklima“, das heißt einer kontrollierten Umgebung, befanden.
Am Ende sang Ringo Starr mit seinem geringen Stimmumfang das Lied.

## Aufnahme
Yellow Submarine wurde an zwei Tagen in den Abbey Road Studios in London auf einer Vier-Spur-Maschine aufgenommen. Produzent war George Martin und als Tontechniker fungierte Geoff Emerick. Die wesentlichen Instrumente wurden am 26. Mai 1966 von allen vier Beatles eingespielt.
Am 1. Juni 1966 wurden viele Effekte hinzugefügt, die einem Schrank im Tonstudio entnommen wurden: Ketten, Schiffsglocken, Pfeifen oder auch eine Registrierkasse. Lennon blies mit einem Strohhalm Luft in ein Wasserglas, und er und McCartney riefen Seefahrtkommandos.
Für die Aufnahmen am 1. Juni 1966 luden die Beatles Freunde ein, die an der Aufnahme teilnahmen, darunter Marianne Faithfull und Brian Jones. Auch die engeren Mitarbeiter der Beatles – u. a. ihr Chauffeur – steuerten Gesang und Effekte bei.
Besetzung (Laut Revolver-Super Deluxe Box):
- John Lennon: Akustikgitarre, Hintergrundgesang und Hintergrundrufe
- Paul McCartney: Bass, Hintergrundgesang und Hintergrundrufe
- George Harrison: Tamburin, Hintergrundgesang
- Ringo Starr: Schlagzeug, Gesang
- Mal Evans (auch Basstrommel), Neil Aspinall, George Martin, Geoff Emerick, Pattie Harrison, Brian Jones, Marianne Faithfull, Terry Condon, John Skinner und Alf Bicknell (Chauffeur der Beatles): Hintergrundchor

Nach der Zeile “and the band begins to play […]” fügte Geoff Emerick die Aufnahme eines Blasorchesters hinzu. Da es hier zu urheberrechtlichen Problemen hätte kommen können, zerschnitt er die Aufnahme und fügte die Tonschnipsel wahllos wieder zusammen, um die Quelle der Aufnahme unkenntlich zu machen.
Die Monoabmischung erfolgte am 2. Juni und die Stereoabmischung am 22. Juni 1966.
Die Monoversion von Yellow Submarine hat eine andere Abmischung der Soundeffekte, des Hintergrundgesangs und der Gitarre im Vergleich zur Stereoversion.
Ursprünglich verfügte Yellow Submarine über eine von Ringo Starr gesprochene Einleitung, die bei den endgültigen Abmischungen des Liedes verworfen wurde. Erst am 4. März 1996 wurde Yellow Submarine einschließlich der Einleitung im Rahmen der Anthology-Reihe auf der EP/Maxisingle Real Love veröffentlicht. Diese Fassung enthält auch eine Reihe von Toneffekten, die bei der ursprünglichen Version herausgemischt wurden. Frühe Demo- und Arbeitsfassungen des Liedes erschienen zudem im Oktober 2022 anlässlich einer Neu-Veröffentlichung des Albums Revolver.

## Kommerzieller Erfolg

### Chartplatzierungen
Das Lied verkaufte sich in Großbritannien besser als in den USA. Die Single erreichte Platz eins der britischen Single-Hitparade und war dort 13 Wochen lang vertreten. Es wurde die meistverkaufte Single des Jahres 1966 in Großbritannien. In den Vereinigten Staaten verfehlte die Single Platz eins. Ein Grund hierfür mag eine 1966 kontrovers geführte Diskussion über John Lennons Aussage gewesen sein, dass die Beatles populärer als Jesus seien.
Zum anderen war gerade in den USA das Beatles-Album Yesterday and Today erschienen, das auf der Vorderseite die vier Beatles in Fleischerkleidung und mit zerlegten Spielzeugpuppen und Fleischbrocken dekoriert abbildete, was ebenfalls öffentlich kritisiert wurde. Dennoch verkaufte sich die Single in den Vereinigten Staaten über eine Million Mal und sicherte der Band die 21. Goldene Schallplatte. Damit hatten die Beatles Elvis Presley überholt. In Deutschland platzierte sich Yellow Submarine auch auf Platz eins der deutschen Singlecharts und hielt sich 13 Wochen in den Top Ten.
| ChartsChartplatzierungen       | Höchstplatzierung | Wochen/ Monate |
| ------------------------------ | ----------------- | -------------- |
| Deutschland (GfK)              | 1 (15 Wo.)        | 15 Wo.         |
| Österreich (Ö3)                | 1 (3 Mt.)         | 3 Mt.          |
| Vereinigte Staaten (Billboard) | 2 (9 Wo.)         | 9 Wo.          |
| Vereinigtes Königreich (OCC)   | 1 (15 Wo.)        | 15 Wo.         |

| ChartsJahrescharts (1966)      | Platzierung |
| ------------------------------ | ----------- |
| Deutschland (GfK)              | 18          |
| Österreich (Ö3)                | 8           |
| Vereinigte Staaten (Billboard) | 96          |

### Auszeichnungen für Musikverkäufe
| Land/Region                  | Auszeichnungen für Musikverkäufe (Land/Region, Auszeichnung, Verkäufe) | Verkäufe  |
| ---------------------------- | ---------------------------------------------------------------------- | --------- |
| Neuseeland (RMNZ)            | Gold                                                                   | 15.000    |
| Vereinigte Staaten (RIAA)    | Gold                                                                   | 1.200.000 |
| Vereinigtes Königreich (BPI) | Gold                                                                   | 400.000   |
| Insgesamt                    | 3× Gold ·                                                              | 1.615.000 |

Hauptartikel: The Beatles/Auszeichnungen für Musikverkäufe

## Veröffentlichungen
- Die Single Yellow Submarine war die 13. Single der Beatles in Großbritannien und wurde am 5. August 1966 veröffentlicht, einen Tag vor dem Beatles-Album Revolver, auf dem das Lied ebenfalls erschien. Die Single war eine sogenannte Doppel-A-Seite, auf der anderen Seite der Single wurde das Lied Eleanor Rigby veröffentlicht
- In den darauffolgenden Jahren wurde Yellow Submarine für folgende Kompilationsalben der Beatles verwendet: A Collection of Beatles Oldies (1966), 1962–1966 (1973), 20 Greatest Hits (1982) und 1 (2000).
- Am 13. September 1999 erschien das von Peter Cobbin und seinen Assistenten Paul Hicks und Mirek Stiles neu abgemischte Soundtrackalbum Yellow Submarine Songtrack. Yellow Submarine enthält die Zeile “A life of ease” von John Lennon, die in früheren Stereoversionen fehlte.
- Am 6. November 2015 wurde das Album 1 zum zweiten Mal wieder veröffentlicht. Dabei sind bei einigen Liedern, die von Giles Martin und Sam Okell neu abgemischt wurden, deutlich hörbare Unterschiede zu vernehmen. Bei All You Need Is Love wurde die Stereoanordnung des Gesangs verändert.[20][21]
- Am 28. Oktober 2022 erschien die Jubiläumsausgabe des von Giles Martin und Sam Okell neuabgemischten Albums Revolver (Super Deluxe Box), auf dieser befinden sich, neben der Monoversion, die bisher unveröffentlichten Versionen (Songwriting Work Tape / Part 1) – Demoaufnahme von John Lennon gesungen, (Songwriting Work Tape / Part 2) – Probeaufnahme ebenfalls von Lennon gesungen (Take 4 Before Sound Effects) und (Highlighted Sound Effects).
- Am 10. November 2023 wurde das Kompilationsalbum 1962–1966 erneut wiederveröffentlicht. Auf diesem befindet sich Yellow Submarine in der von Giles Martin und Sam Okell 2022 abgemischten Version.

## Coverversionen
Es wurden in den Folgejahren über 210 Coverversionen von Yellow Submarine in verschiedenen Sprachen veröffentlicht.
1966 erschien eine französische Version von Maurice Chevalier mit dem Titel Le sous-marin vert. Bill Ramsey veröffentlichte eine deutsche Version mit dem Titel Gelb, gelb, gelb ist die Yellow Submarine. Auch in der Kindersendung Sesamstraße hielt Yellow Submarine in Episode 0017 Einzug. Während in der US-amerikanischen Fassung der englische Text gesungen wird, übersetzte Volker Ludwig den Text für die deutsche Ausstrahlung mit „In dem grün-gelben U-Boot leben wir“.

### Fußball-Schlachtgesang
Der eingängige und leicht zu singende Refrain von Yellow Submarine führte dazu, dass die Melodie für Fangesänge bei Fußballspielen übernommen wurde. Der Text variiert allerdings – je nach den beteiligten Mannschaften. Als am verbreitetsten gilt der Text „Zieht den Bayern die Lederhosen aus!“, als dessen Autor der Kaiserslauterer Stadionsprecher Udo Scholz gilt. Anhänger des 1. FSV Mainz 05 verwenden die Melodie zum Text „Wir sind nur ein Karnevalsverein!“. Der polnische Verein Lech Posen verwendet das Lied als Vereinshymne. 

### In der Touristik

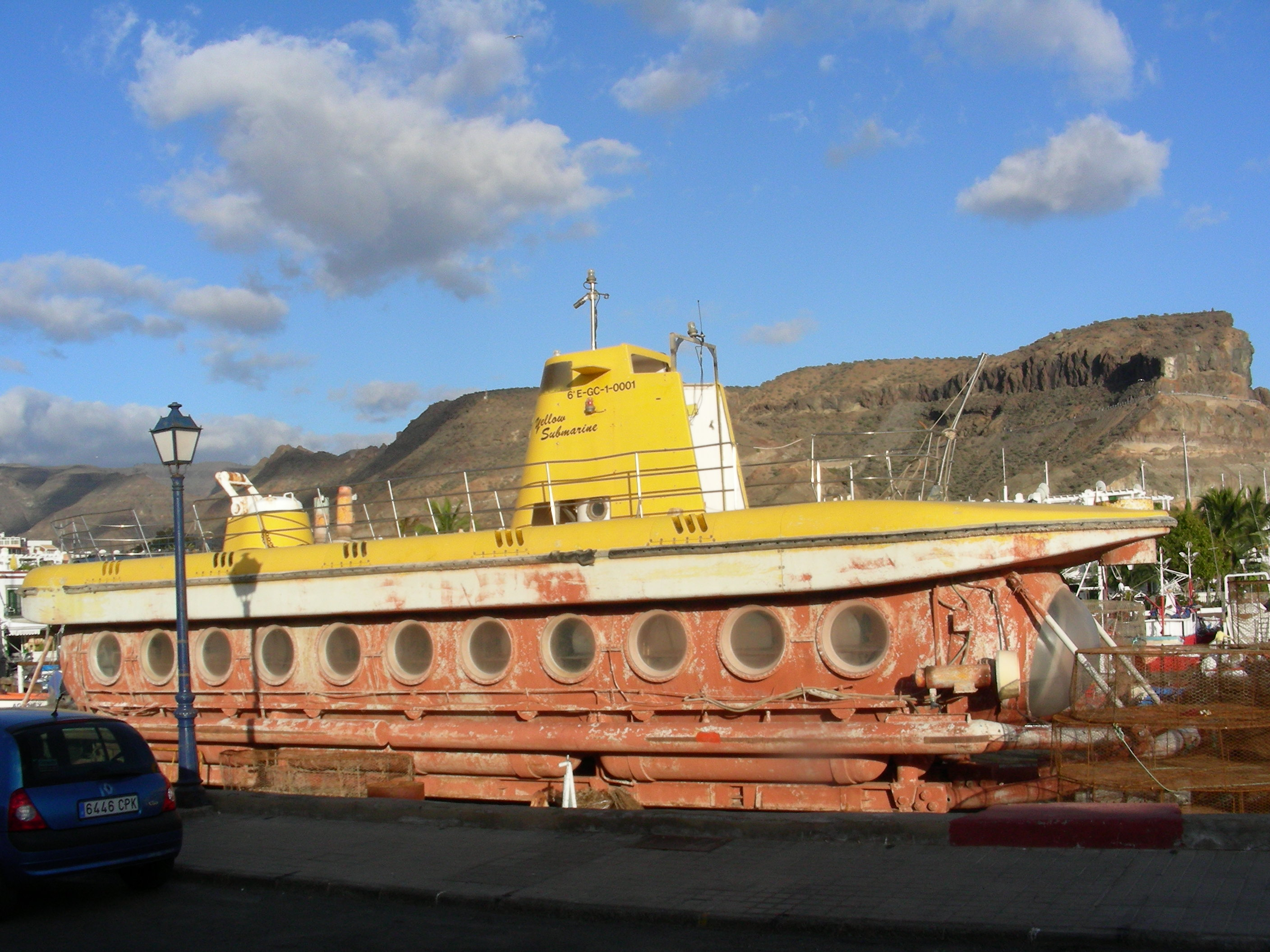
Ein als Yellow Submarine getauftes Tauchboot in einem Trockendock auf Gran Canaria

Mitunter werden Touristen-U-Boote gelb lackiert und auf den Namen ‚Yellow Submarine‘ getauft. Oft wird ein solcher Unterwasserausflug dann mit dem Originallied oder einer Coverversion in der jeweiligen Landessprache musikalisch untermalt.